# Algerian-Watts
Algerian-Watts es un cultivar de higuera de tipo higo común Ficus carica autofértil, unífera es decir con una sola cosecha por temporada los higos de verano-otoño, de higos con epidermis con color de fondo amarillo claro y sobre color ausente. Se localiza en la colección del National Californian Germplasm Repository - Davis en California.

## Sinonimia
- „DFIC# 280“ [5][6]

## Historia
Esta variedad de higuera está cultivada en el NCGR, Davis (National Californian Germplasm Repository - Davis) con el número 'DFIC 280' desde el 9 de marzo de 2006. Recolectado de la residencia de la familia Harrison en Healdsburg, CA. Este material originalmente procedía de la colección de Todd Kennedy ( "Kennedy, Todd, California Rare Fruit Growers") antes de ir a la propiedad de la familia Harrison.

## Características
La higuera 'Algerian-Watts' es un árbol de tamaño grande, con un porte esparcido, vigoroso, fértil en la cosecha de higos. Es una variedad unífera de tipo higo común, de producción abundante de higos dulces.
Los higos son de tipo medio de unos 30 gramos, de forma alargada, con cuello corto; pedúnculo corto y grueso de color verde; su epidermis con color de fondo amarillo claro y sobre color ausente. La carne (mesocarpio) de tamaño grande y de color blanco; pulpa jugosa de color rojo claro, con un sabor dulce.

## El cultivo de la higuera
Los higos 'Algerian-Watts' tiende a madurar bien en climas más cálidos que los presentes en la mayoría de los Estados de Estados Unidos; son aptos para la siembra en maceta y con protección en USDA Hardiness Zones 7 a más cálida, su USDA Hardiness Zones óptima es de la 8 a la 10. Producirá mucha fruta durante la temporada de crecimiento.